# Nicolas Touzaint
Nicolas Touzaint (n. 10 mai 1980, Angers, Franța) este un sportiv ce a reprezentat Franța, medaliat olimpic. A participat la 6 ediții ale Jocurilor Olimpice (2000, 2004, 2008, 2012, 2016, 2020) în care a câștigat o medalie de aur.